# Patinoire de Malley
La Patinoire de Malley, il cui nome ufficiale sarebbe Centre intercommunal de glace de Malley (CIGM), è una pista di ghiaccio svizzera.
La pista è situata nel comune di Prilly e ospita le partite casalinghe del Lausanne Hockey Club. Ha una capacità di 8 000 posti totali fra spalti e tribune..